# المصرية لمدينة الإنتاج الإعلامي
الشركة المصرية لمدينة الإنتاج الإعلامي هي شركة مساهمة مصرية، أنشأت سنة 1997، ومقرها طريق الواحات حدائق أكتوبر بمحافظة الجيزة بمصر، بها العديد من أستديوهات الإنتاج التلفزيونى والسينمائى، بها مقرات وفروع للمحطات التليفزيونية والاذاعية المصرية والعربية والاجنبية ، ينتج فيها الكثير من الأعمال الفنية المصرية والعربية، تعتبر ثاني مشروع إعلامى عملاق في مرحلة الانطلاقة الإعلامية الثانية نحو العالمية، وهي أكبر صرح للإنتاج الإعلامى في الشرق الأوسط (هوليود الشرق)، والمدينة مدعمة لمشروع القمر الصناعي المصري حيث أنه يكفل توفير كافة متطلبات واحتياجات البث المباشر في عصر الفضاء من الإنتاج الإعلامى المصري إلى جانب متطلبات واحتياجات البث الأرضي أيضاً.
في عام 2018، أسس المنتج المصري ياسر زايد شركته الإنتاجية الخاصة "زايد ميديا بروداكشن" في مدينة الإنتاج الإعلامي 

## أقسام المدينة
- المجمع العالمي للاستديوهات.
- مناطق التصوير المفتوح.
- المنطقة الترفيهية (ماجيك لاند).
- مجمع الخدمات.
- مجمع المسارح ودور العرض السينمائي.
- مركز المؤتمرات.
- فندق موفنبيك.
- المركز التجارى.
- بانوراما الفن المصري.

## المساهمين
يتوزع هيكل المساهمين في رأس مال الشركة كالتالي:
- الهيئة الوطنية للإعلام 43.023 %
- بنك الاستثمار القومي 17.849 %
- البنك الأهلي المصري 4.752 %
- الشركة المصرية للمشروعات الاستثمارية ش م م 4.342 %
- بنك مصر 4.285 %
- شركة مصر للتأمين 2.972 %
- شركة مصر لتأمينات الحياة ش ت م م 2.566 %
- نسبة مطروحة بالبورصة المصرية 20.210 %

## وصلات خارجية
- الموقع الرسمي